# Demografia do Peru
Com cerca de 34 milhões de habitantes, o Peru é o quarto país mais populoso da América do Sul em 2007. A taxa de crescimento demográfico caiu de 2,6% para 1,6% entre 1950 e 2000, a população deverá atingir cerca de 42 milhões de pessoas em 2050. Em 2007, 75,9% viviam em áreas urbanas e 24,1% nas zonas rurais. Suas maiores cidades são Lima, lar de mais de 8 milhões de habitantes, Arequipa, Trujillo, Chiclayo, Piura, Iquitos, Cusco, Chimbote e Huancayo, que relatou mais de 250.000 habitantes no censo de 2007. Na região amazônica, existem 16 famílias etnolinguísticas e mais de 65 grupos étnicos diferentes. Depois do Brasil e da Nova Guiné, o Peru tem a maior número de tribos isoladas em todo o mundo.

## Composição étnica
O Peru é um país multiétnico formado pela combinação de diferentes grupos ao longo de cinco séculos. Ameríndios habitavam o território peruano há vários milênios antes da conquista espanhola no século XVI. Sua população diminuiu de cerca de 9.000.000 em 1520 para cerca de 600 mil em 1620 principalmente por causa de doenças infecciosas.
O gigantesco Império Inca foi facilmente derrubado por um grupo de duzentos e poucos espanhóis, devido à sua estratificação social rígida dominada por uma estreita camada nobre, que foi facilmente substituída por outra, a serviço dos espanhóis. E também pela incapacidade de autodefesa típica de sociedades despóticas. Séculos de rígida disciplina hierárquica criaram na região incaica uma ampla camada de camponeses submissos que, por meio da mita, passaram a se submeter aos colonizadores. Este processo deu origem à população andina e, por consequência, à peruana. Darcy Ribeiro divide a população andina nos seguintes segmentos:
- Brancos por definição: a pequena camada mestiça das classes média e alta. Apesar de serem predominantemente mestiços de branco com índio, por deterem o poder político e econômico e terem costumes mais europeizados, formam o segmento autodefinido como "branco".[8]
- Cholos: estrato ladino, predominantemente indígenas do ponto de vista racial, mas culturalmente deculturados e integrados na sociedade devido ao maior processo de espanholização. São geralmente bilíngues, falando o espanhol e alguma língua indígena. Predominam nas cidades e nas fazendas da costa.[8]
- Índios: predominam no interior do país. Preservam mais elementos da cultura original, embora eles próprios tenham sofrido influências europeias e processos próprios de mudança cultural. Distinguem-se dos cholos pelo seu maior conservadorismo cultural, sua pouca participação na sociedade nacional, sua condição geral de analfabetos e sua maior concentração no meio rural. Falam principalmente línguas indígenas e parte considerável não sabe falar o espanhol.[8]
- Outro estrato ladino: diferenciado dos cholos por serem predominantemente monolíngues em espanhol. É constituído por uma camada urbana e um contingente rural. É formado por mestiços fruto da mistura de mulheres indígenas e cholas com descendentes de escravos negros e de imigrantes asiáticos, chineses e japoneses, e também alguns brancos. Como esses grupos foram pouco numerosos e compostos sobretudo por homens, rapidamente passaram a se dissolver na população, mas imprimiram marcas raciais diferenciadoras do elemento indígena, como é o caso dos descendentes mestiços de japoneses.[8]

Em 1994, o Peru assinou e ratificou o direito internacional atual sobre povos indígenas, Convenção sobre os Povos Indígenas e Tribais, 1989. Espanhóis e africanos chegaram em grande número durante o domínio colonial, misturando muito uns com os outros e com os povos indígenas nativos.
Após a independência, houve um gradual imigração europeia da Inglaterra, França, Alemanha, Itália, os Bálcãs e evidentemente da Espanha. O Peru também tem a maior colônia de chineses e a segunda maior comunidade de japoneses depois do Brasil na América do Sul. Os Chineses chegaram na década de 1850 como uma substituição de trabalhadores escravos e desde então se tornaram uma grande influência na sociedade peruana. Pequenos grupos de imigrantes árabes também foram para o país.
De acordo com um estudo genético de DNA autossômico, realizado em 2008, pela Universidade de Brasília (UnB) a composição da população do Peru é a seguinte: 73% de contribuição indígena, 15,10% de contribuição europeia e 11,90% de contribuição africana.

## Idiomas
Em 2007, o espanhol era a primeira língua de 83,9% dos peruanos a partir de cinco anos de idade, sendo a principal língua do país. Ele coexiste com várias línguas indígenas, a mais importante das quais é o Quechua, falada por 13,2% da população. Outras línguas nativas e estrangeiras são faladas por 2,7% e 0,1% dos peruanos, respectivamente.
O Peru é o país origem da língua dos Incas, o Quechua, que é falado principalmente na serra. A língua quechua peruana é um pouco diferente, à de outros países andinos.
O aimará é falado no altiplano peruano. No Peru também se falam outras línguas minoritárias; como quase 100 línguas indígenas que são faladas em áreas remotas e outras línguas que são faladas por imigrantes e seus descendentes. Há comunidades chinesas significativas que falam entre eles o chinês.

## Religiões
Segundo a constituição peruana, a Igreja e o Estado estão oficialmente separados, sendo o Peru um estado oficialmente laico. A legislação proíbe qualquer tipo de intolerância religiosa, no entanto, a Igreja Católica goza de um estatuto privilegiado.
O catolicismo romano é a fé predominante no Peru; segundo o censo de 2007, 81,3% da população acima de 12 anos descreveu-se como católicos, 12,5% evangélicos, 3,3% como de outras denominações, e 2,9% como não religiosos.